# أوقستي أرنولد
أوقستي أرنولد (بالفرنسية: Auguste Arnould)‏ هو كاتب مسرحي وشاعر فرنسي، ولد في 29 أبريل 1803 في باريس في فرنسا، وتوفي في 8 مارس 1854 في سانت بطرسبرغ في روسيا.